# 喜瀬健
喜瀬 健(きせ たけし)は日本のダンスインストラクター、演出家。

## 来歴
1997年沖縄アクターズスクールに入学。
1998年日本武道館で開催された「B.B.WAVES」のコンサートに出演。
1999年沖縄アクターズスクール最年少のインストラクターに抜擢。
2001年NHKドラマ「トトの世界」主演のトト役で出演。(本作品はギャラクシー賞大賞を受賞している)
アイドルグループ「B.B.WAVES」のメンバーとして、マキシシングル「POWER TO THE PEOPLE」でCDデビュー。
収録曲「LIVE TO BE FREE」では編曲、「POWER TO THE PEOPLE」ではラップを担当。

2007年沖縄アクターズスクールを卒業後、単身台湾へ。
中国語を完璧にマスターし
2008年テレビ番組「舞林大道」に当時台湾で出会ったダンス仲間とdance flowを結成し出演。
当時その番組スポンサーであったavex taiwanとアーティスト契約をし2010年1st album 「df1」でメジャーデビュー。

2012年メンバーを４人に編成し直し、グループ名もAsian 4 Front(アジアンフォーフロント)に改名。日本語、中国語、韓国語3バージョンで楽曲を展開する。振り付け、作曲の他に、日本語と中国語の作詞も担当する。

日本語と中国語が使える事から、
音楽活動以外にもテレビやイベントにてMCとしての活動も行い始める。
2014年頃からAKB48グループのファンミーティングの際の専属MCとなる。
2015年AKB48初の海外オーディション台北で開かれ、最終審査に進んだ約70名の強化レッスンにパフォーマンスの指導者として参加。
(現AKBメンバー馬嘉伶はこのオーディションでAKBに加入)
2018年よりBNK48(バンコク) AKB48 TeamSH(上海) SGO48(ホーチミン)の振り付け指導者となる。
2019年1月27日タイ バンコクで行われたAKB48Group Asia Festival 2019 in Bangkok
では総合演出を務めた。
(参加グループ:AKB48/JKT48/BNK48/MNL48/AKB48 TeamSH/AKB48 TeamTP/SGO48)

2019年8月24日中国上海で行われた  AKB48Group Asia Festival 2019 in Shanghaiでは総合演出を務めた。
(参加グループ:AKB48/JKT48/BNK48/MNL48/AKB48 TeamSH/AKB48 TeamTP/SGO48)